# Much Afraid
Much Afraid è il secondo album in studio del gruppo musicale statunitense Jars of Clay, pubblicato nel 1997.

## Tracce
1. Overjoyed - 2:58
2. Fade to Grey - 3:34
3. Tea and Sympathy - 4:51
4. Crazy Times - 3:34
5. Frail - 6:57
6. Five Candles (You Were There) - 3:48
7. Weighed Down - 3:39
8. Portrait of an Apology - 5:43
9. Truce - 3:11
10. Much Afraid - 3:53
11. Hymn - 3:53

## Formazione
Jars of Clay
- Dan Haseltine - voce, percussioni
- Stephen Mason - chitarra, cori
- Matt Odmark - chitarra, cori
- Charlie Lowell - tastiera, cori

Altri musicisti
- Greg Wells - batteria, basso
- Kate St. John - corno inglese (traccia 5)